# Eckhard Rohkamm
Eckhard Rohkamm (* 18. Dezember 1942 in Bad Harzburg) ist ein deutscher Industriemanager. Er war von 1988 bis 1991 Vorstandsvorsitzender der Blohm & Voss AG und von 1991 bis 2004 Vorstandsvorsitzender der Thyssen Industrie AG (ab 1999 ThyssenKrupp Industrie AG).

## Leben und beruflicher Werdegang
Nach seinem Abitur 1962 studierte Rohkamm Schiffsmaschinenbau an der Gottfried Wilhelm Leibniz Universität Hannover, kam im selben Jahr schon als Praktikant zu Blohm & Voss und schloss 1968 mit der Diplom-Prüfung ab. Anschließend verpflichtete er sich für vier Jahre als Zeitsoldat bei der Bundesmarine, schied 1972 als Kapitänleutnant aus, diente aber weiter als Reservist und trägt heute den Dienstgrad Kapitän zur See der Reserve.
Ab 1972 arbeitete Rohkamm zunächst als wissenschaftlicher Mitarbeiter am Institut für Schiffshilfsmaschinen an der TU Hannover, wurde dort 1975 Oberingenieur und als solcher zeitweise Geschäftsführer im Sonderforschungsbereich 98 „Schifftechnik und Schiffbau“. 1977 promovierte er an dieser Hochschule mit der Arbeit „Dynamisches Verhalten gasturboelektrischer Propellerantriebe mit Einwellengasturbine und Festpropeller“ zum Dr.-Ing.
1978 kam er als Abteilungsleiter zu Blohm & Voss AG, die damals schon eine Tochtergesellschaft der Thyssen AG war, nach Hamburg. 1983 rückte er dort in den Vorstand auf und wurde schließlich 1988 Vorstandsvorsitzender des Unternehmens. Seit 1989 war er zudem Vorstandsmitglied des Konzernvorstands der Thyssen AG in Duisburg (ab 1997 ThyssenKrupp AG) und wechselte 1991 schließlich in die Blohm & Voss Muttergesellschaft Thyssen Industrie AG nach Essen (bis 1976 Rheinstahl AG, ab 1999 Thyssen Krupp Industrie AG, ab 2001 Thyssen Krupp Technologies AG und seit 2009 Thyssen Krupp Technologies Beteiligungen GmbH) als Vorstandsvorsitzender und gehörte als solcher auch weiterhin dem Konzernvorstand der ThyssenKrupp AG an.
Am 24. Februar 2004 ging er in den Ruhestand und zog zurück nach Hamburg.

## Ehrenämter
Ab dem Sommersemester 1993 war Rohkamm Lehrbeauftragter der TU Hamburg-Harburg für das Fach Gasturbinenantriebe. Am 4. November 1997 wurde ihm von der Universität die akademische Bezeichnung Professor verliehen.
Bereits seit 1995 betätigt sich Rohkamm ehrenamtlich im Vorstand des Ostasiatischen Vereins e. V.  (German Asia-Pacific Business Association) und war dort von 2003 bis 2008 Vorsitzender. Die Universität Duisburg-Essen berief ihn am 10. September 2003 als Beiratsmitglied für den Fachbereich Ostasienwissenschaften.
Ebenfalls seit 2003 ist Rohkamm Mitglied im Aufsichtsrat der Talanx AG und fungiert dort als stellvertretender Aufsichtsratsvorsitzender. Von 2004 bis 2006 wirkte er darüber hinaus als Aufsichtsratsvorsitzender der Jungheinrich AG.
Am 8. November 2011 wurde Rohkamm zum Präsidenten des Hamburger Hafen-Clubs e. V. gewählt und blieb in diesem Amt bis zum 24. Juni 2021. 
Rohkamm war auch Mitglied des von Bundesverteidigungsminister Thomas de Maizière am 9. Februar 2012 ins Leben gerufenen Gremiums externer Rüstungsexperten, welches den im Zuge der Neuausrichtung der Bundeswehr neu konzipierten Ausrüstungs- und Nutzungsprozess bewerten sollte. Anfang Juni 2012 überreichten diese Sachverständigen ihren Bewertungsbericht für zukünftige Beschaffungsprozesse.